# Gmina Sokolovac
Gmina Sokolovac (chorw. Općina Sokolovac) – gmina w Chorwacji, w żupanii kopriwnicko-kriżewczyńskiej. W 2011 roku liczyła  3417 mieszkańców.